# Kaizhou
Kaizhou är ett stadsdistrikt i storstadsområdet Chongqing i sydvästra Kina. Fram till 2016 hette området Kai xian (开县) och hade status som härad. 

## Administrativ indelning
Distriktet är indelat i åtta stadsdelsdistrikt, 27 köpingar och fem socknar.
Stadsdelsdistrikt (jiedao):

- Baihe (白鹤街道)
- Fengle (丰乐街道)
- Hanfeng (汉丰街道)
- Wenfeng (文峰街道)
- Yunfeng (云枫街道)
- Zhaojia (赵家街道)
- Zhen'an (正安街道)
- Zhendong (镇东街道)

Köpingar (zhen):

- Baiqiao (白桥镇)
- Changsha (长沙镇)
- Dade (大德镇)
- Dajin (大进镇)
- Dunhao (敦好镇)
- Gaoqiao (高桥镇)
- Guojia (郭家镇)
- Heqian (和谦镇)
- Heyan (河堰镇)
- Houba (厚坝镇)
- Jinfeng (金峰镇)
- Jiulongshan (九龙山镇)
- Linjiang (临江镇)
- Manyue (满月镇)
- Nanmen (南门镇)
- Nanya (南雅镇)
- Qukou (渠口镇)
- Tanjia (谭家镇)
- Tianhe (天和镇)
- Tieqiao (铁桥镇)
- Wenquan (温泉镇)
- Wushan (巫山镇)
- Xuebaoshan (雪宝山镇)
- Yihe (义和镇)
- Yuexi (岳溪镇)
- Zhonghe (中和镇)
- Zhuxi (竹溪镇)

Socknar (xiang):

- Guanmian (关面乡)
- Maliu (麻柳乡)
- Sanhuikou (三汇口乡)
- Wutong (五通乡)
- Zishui (紫水乡)

## Kända personer
- Liu Bocheng (1892-1986), kommunistisk politiker och marskalk i Folkets befrielsearmé;
- Nie Rongzhen (1899-1992), kommunistisk politiker och marskalk i Folkets befrielsearmé.